# Illiberis dirce
Illiberis dirce es una especie de mariposa de la familia Zygaenidae.
Fue descrita científicamente por Leech en 1888.